# 科爾德韋爾鎮區 (阿肯色州懷特縣)
科爾德韋爾鎮區（英語：Coldwell Township）是位於美國阿肯色州懷特縣的一個行政鎮區。

## 地方資料
科爾德韋爾鎮區的面積為40.05平方千米，當中陸地面積為40.04平方千米，而水域面積為0.01平方千米。根據2010年美國人口普查的數據，當地共有人口584人，而人口密度為每平方千米14.58人。